# Burgos-Rundfahrt 2005
Die 27. Burgos-Rundfahrt fand vom 7. bis 11. August 2005 statt. Das Radrennen wird in fünf Etappen über eine Distanz von insgesamt 666 km ausgetragen. Die 4. Etappe mit Start in Vilviestre del Pinar wird durch eine Bergankunft im 1.846 m hoch gelegenen Lagunas de Neila gekrönt. Die Burgos-Rundfahrt gehört zur UCI Europe Tour und ist in die Kategorie 2.HC eingestuft.

## Etappen
| Etappe    | Tag        | Start – Ziel                            | km       | Etappensieger           | Gesamtwertung           |
| --------- | ---------- | --------------------------------------- | -------- | ----------------------- | ----------------------- |
| 1. Etappe | 7. August  | Burgos – Medina de Pomar                | 160      | Carlos Castaño Panadero | Carlos Castaño Panadero |
| 2. Etappe | 8. August  | Lerma – Miranda de Ebro                 | 173      | Igor Astarloa           | Carlos Castaño Panadero |
| 3. Etappe | 9. August  | Milagros – Aranda de Duero              | 10 (EZF) | Carlos Castaño Panadero | Carlos Castaño Panadero |
| 4. Etappe | 10. August | Vilviestre del Pinar – Lagunas de Neila | 217      | Juan Carlos Domínguez   | Juan Carlos Domínguez   |
| 5. Etappe | 11. August | Queso de Sasamón – Burgos               | 195      | David Herrero Llorente  | Juan Carlos Domínguez   |